# Celama
Celama is een geslacht van vlinders van de familie visstaartjes (Nolidae), uit de onderfamilie Nolinae.

## Soorten
- C. adelpha Fletcher, 1958
- C. aegyptiaca Snellen, 1875
- C. albirufa Schaus, 1905
- C. amorpha Turner, 1944
- C. analis Wileman & West, 1928
- C. ancipitalis Herrich-Schäffer, 1854
- C. angulata Moore, 1888
- C. anpingicola Strand, 1922
- C. aphyla Hampson, 1900
- C. appelia Hampson, 1900
- C. argentea Lucas, 1890
- C. argyropastae Hampson, 1914
- C. aroa Bethune-Baker, 1904
- C. astigma Hampson, 1894
- C. atmophanes Turner, 1944
- C. basirufa De Joan, 1928
- C. bathycyrta Turner, 1944
- C. berbertonensis van Son, 1933
- C. bifascialis Walker, 1864
- C. biguttalis Walker
- C. bilineola Rothschild, 1916
- C. callis van Eecke, 1920
- C. candidalis Staudinger, 1892
- C. carilla Schaus, 1911
- C. cataphracta Turner, 1944
- C. celaenephes Turner, 1944
- C. celidota Wileman & West, 1928
- C. ceramota Turner, 1944
- C. cicatricalis Tr., 1835
- C. cilicoides Grote, 1873
- C. cingalesa Moore, 1882
- C. clethrae Dyar, 1899
- C. coelobathra Turner, 1944
- C. coelophora Turner, 1944
- C. cogia Schaus, 1921
- C. confusalis Herrich-Schäffer, 1845
- C. cretacea Hampson, 1901
- C. cristatula Hübner, 1793
- C. cristicostata Rothschild, 1916
- C. crucigera Turner, 1944
- C. crustalis van Eecke
- C. curvilinea Wileman & South, 1919
- C. cymatias Turner, 1944
- C. chionaecesis Hampson, 1914
- C. chionocrana Turner, 1944
- C. chlamitulalis Hübner, 1827
- C. delograpta Turner, 1944
- C. dentilinea Hampson, 1909
- C. diastropha Turner, 1944
- C. dimera Dognin, 1912
- C. diplogramma Hampson, 1916
- C. disticta Hampson, 1900
- C. dresnayi Warnecke, 1946
- C. duplicilinea Hampson, 1900
- C. durcki Schwingenschuss, 1935
- C. ebatoi Inoue, 1970
- C. elaphra Turner, 1944
- C. elaphropasta Turner, 1944
- C. emi Inoue, 1956
- C. encausta Hampson, 1900
- C. endotherma Hampson, 1918
- C. enphaca Hampson, 1901
- C. erythrostigmata Hampson, 1894
- C. eucolpa Turner, 1944
- C. eucompsa Turner, 1944
- C. eupithecialis Debauche, 1942
- C. euraphes Turner, 1944
- C. eurrhyncha Turner, 1944
- C. eurypennis Dyar
- C. euryzonata Hampson, 1900
- C. exumbrata Inoue, 1976
- C. fasciata Walker, 1866
- C. flaviciliata Hampson, 1901
- C. flavomarginata Rothschild, 1916
- C. flexuosa Poujade, 1857
- C. formosalesa Wileman & West, 1928
- C. fortulalis van Eecke
- C. fovifera Hampson, 1903
- C. fraterna Moore, 1888
- C. furvitincta Hampson, 1914
- C. fuscantea van Eecke, 1920
- C. geminata Mabille, 1900
- C. gionotypa Turner, 1944
- C. grisescens Bethune-Baker, 1907
- C. harouni Wiltshire, 1951
- C. imitata van Son, 1933
- C. impudica Christoph, 1893
- C. indefinita Roepke, 1948
- C. infralba Inoue, 1976
- C. infranigra Inoue, 1976
- C. innocua Butler, 1880
- C. insularum Collenette, 1929
- C. internella Walker, 1864
- C. internelloides van Eecke
- C. interrupta Rothschild, 1916
- C. interspersa Lucas, 1890
- C. iridescens van Son
- C. irrorata Rothschild, 1916
- C. japonibia Strand, 1920
- C. jourdani Legrand, 1965

- C. kanshireiensis Wileman & South, 1916
- C. karelica Tengström, 1869
- C. kreuteli Vartian, 1963
- C. lativittata Moore, 1888
- C. lechriotropa Turner, 1944
- C. leucolopha Turner, 1944
- C. leucoma Meyrick, 1886
- C. leucoscopula Hampson, 1907
- C. lissosticha Turner, 1944
- C. lucidalis Walker, 1864
- C. lutulenta Wileman & West, 1928
- C. luzonalesa Wileman & West, 1928
- C. maculifera Turner, 1944
- C. marginata Hampson, 1895
- C. marmorea Talbot
- C. melaleuca Hampson, 1901
- C. melalopha Hampson, 1900
- C. melanoscelis Hampson, 1914
- C. meridionalis Wallengren, 1876
- C. mesomelana Hampson, 1900
- C. mesonephele Hampson, 1914
- C. mesotherma Hampson, 1909
- C. microlopha Hampson, 1900
- C. minna Butler, 1881
- C. nami Inoue, 1956
- C. nebulosa Rothschild, 1916
- C. nephodes Hampson, 1914
- C. nigrolineata van Eecke
- C. obliquata B. & McD., 1913
- C. obliquilinealis de Toulgoët, 1972
- C. ochrolopha Hampson, 1911
- C. okanoi Inoue, 1958
- C. oleaginalis de Toulgoët, 1972
- C. omphalota Hampson, 1903
- C. ovilla Grote, 1875
- C. partitalis Walker, 1865
- C. parvitis Howes, 1917
- C. parwana Ebert, 1973
- C. pascua Swinhoe, 1885
- C. peguense Hampson, 1894
- C. phaeocraspis Hampson, 1909
- C. phaeochroa Hampson, 1900
- C. phaeogramma Turner, 1944
- C. phaotermina Hampson, 1918
- C. pleurochorda Turner, 1944
- C. pleurosema Turner, 1944
- C. poecila Wileman, 1928
- C. polia Hampson, 1900
- C. poliophasma Fletcher, 1958
- C. pumila Snellen, 1875
- C. pura Fletcher, 1957
- C. pustulata Walker, 1865
- C. pycnographa Turner, 1944
- C. pycnopasta Turner, 1944
- C. pygmaeodes Turner, 1944
- C. ralphia Schaus, 1921
- C. ralumensis Strand, 1920
- C. robusta Wileman & West, 1928
- C. rufimixta Hampson, 1909
- C. samoana Hampson, 1914
- C. scruposa Draudt, 1918
- C. semiconfusa Inoue, 1976
- C. semirufa Dognin, 1914
- C. semograpta Meyrick, 1886
- C. sikkima Moore, 1888
- C. socotrensis Hampson, 1902
- C. sorghiella Riley
- C. sphaerospila Turner, 1944
- C. squalida Staudinger, 1870
- C. streptographia Hampson, 1900
- C. subchlamydula Staudinger, 1870
- C. subpallida Turner, 1944
- C. suffusa Hampson, 1900
- C. sumatrana Roepke, 1948
- C. sylpha Dyar, 1914
- C. synethes Fletcher, 1958
- C. taeniata Snellen, 1875
- C. tarzanae Legrand, 1965
- C. tesselata Hampson, 1896
- C. tetralopha Turner, 1944
- C. thymula Mill.
- C. thyridota Hampson, 1914
- C. tineoides Walker, 1857
- C. triangulalis de Toulgoët, 1961
- C. triquetrana Fitch, 1856
- C. tuberculana Bosc, 1791
- C. tumulifera Hampson, 1893
- C. undulata Fletcher, 1962
- C. vicina Roepke, 1948
- C. vidoti Legrand, 1965
- C. yoshinensis Wileman & West, 1929